# Sicherungsbereich Literatur
Sicherungsbereich Literatur ist ein Buch von Joachim Walther von 1996. Es ist die umfassendste Darstellung über die Aktivitäten des Ministeriums für Staatssicherheit gegenüber Schriftstellern in der DDR.

## Geschichte
Joachim Walther recherchierte über mehrere Jahre die Aktivitäten des Ministeriums für Staatssicherheit gegen Schriftsteller in der DDR und auch in der Bundesrepublik. Er studierte dazu etwa 150.000 Aktenunterlagen.
1993 veröffentlichte er einen ersten Zwischenbericht mit Gesine von Prottwitz.
1996 erschien sein Buch mit 888 Seiten im Ch. Links Verlag in Berlin.
Dieses wurde von Literaturzeitschriften, wie Neue Deutsche Literatur, Neue Gesellschaft/Frankfurter Hefte und Leipziger Jahrbuch zur Buchgeschichte, sowie von Berliner Zeitung, taz und weiteren Medien ausführlich rezensiert und sehr gelobt.
1999 erschien eine Taschenbuchausgabe im Ullstein Verlag und 2006 eine 2. Auflage. 2021 wurde eine polnische Übersetzung veröffentlicht.

## Inhalt
Joachim Walther beschreibt detailliert die Strukturen und Tätigkeiten der Abteilung XX des MfS, die für die Literatur zuständig war. Er stellte dabei eine Gesamtanzahl von etwa 1500 Inoffiziellen Mitarbeitern fest, die etwa 1000 Schriftsteller beobachteten. Dieses ist die höchste Informantendichte in einem Bereich in der DDR, wesentlich höher als bei Kirchen oder anderen gesellschaftlichen Gruppen.
Joachim Walther stellt auch viele Einzelfälle dar und zitiert aus Berichten.
Er benennt viele Inoffizielle Mitarbeiter mit Deck- und Klarnamen und weist auf besonders eifrige Berichterstatter ebenso hin, wie auf einzelne Autoren, die sich den Anwerbungsversuchen erfolgreich widersetzen konnten.
Sein Hauptanliegen war aber vor allem, die Gesamtstrukturen und deren Auftraggeber aufzuzeigen, und nicht spektakuläre Aufdeckungen oder einfache Schuldzuweisungen vorzunehmen.

## Ausgaben
- Joachim Walther, Gesine von Prillwitz, Schriftsteller und Staatssicherheit. Ein Forschungsbericht, Der Bundesbeauftragte für die Unterlagen des Ministeriums für Staatssicherheit der ehemaligen Deutschen Demokratischen Republik, Abteilung Bildung und Forschung, 1993
- Joachim Walther, „Im stinkenden Untergrund“, in Spiegel vom 23. September 1996 Text; mit ersten Angaben kurz vor der Buchveröffentlichung
- Joachim Walther, Sicherungsbereich Literatur. Schriftsteller und Staatssicherheit in der Deutschen Demokratischen Republik, Chr. Links, Berlin 1996, 888 Seiten; 2. Auflage 2006
- Joachim Walther, Sicherungsbereich Literatur. Schriftsteller und Staatssicherheit in der Deutschen Demokratischen Republik. Ungekürzte Ausgabe. Propyläen Taschenbuch, Ullstein, Berlin 1999, 1054 Seiten
- Joachim Walther, Kontekst konspiracyjny, Warszawa, 2021, polnische Übersetzung

## Rezensionen
- Udo Scheer, Petzende Poeten und denunzierte Dichter, in taz vom 8. Oktober 1996 Text
- Hans-Georg Soldat, Die Moral des Autors in der Diktatur, in Eßlinger Zeitung vom 19./20. Oktober 1996 PDF
- Adolf Endler, Durch Wüste und Dschungel, in Berliner Zeitung vom 30. Oktober 1996 Text
- Sorgt überall für Sauberkeit, Genossen der Staatssicherheit Literaturkritik, 2000